# Curuți

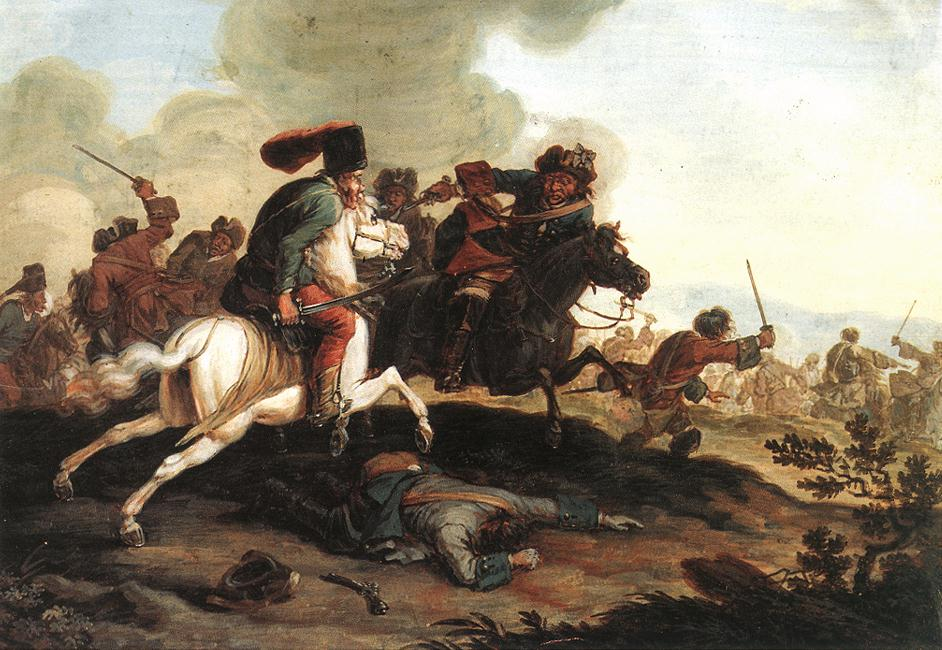
Bătălia dintre curuți și lobonți.

Curuți (din maghiară kuruc, plural kurucok în trad. "haiduc") este numele dat inițial în Ungaria și Transilvania cetelor de răsculați conduse de Gheorghe Doja (1514). Ulterior au primit aceeași denumire participanții de diferite etnii la lupta antihabsburgică (antiaustriacă) între 1671 și 1711 sub conducerea lui Francisc Rákóczi al II-lea. Adversarii curuților au fost lobonții.
De-a lungul timpului, termenul kuruc a ajuns să desemneze maghiarii care pledează pentru o independență națională strictă, iar termenul „lobonți” pentru a desemna maghiarii care susțin cooperarea cu puteri externe. Termenul curuț este folosit atât în sens pozitiv pentru a însemna „patriotic”, cât și în sens negativ pentru a însemna „șovinist”. Termenul de lobonți este aproape întotdeauna folosit într-un sens negativ pentru a însemna „neloial” sau „trădător”.
Armata curuților a fost compusă în mare parte din nobili și iobagi din Ungaria Inferioară sărăcită, inclusiv protestanți maghiari țărani și slavi. Au reușit să cucerească mari părți ale Ungariei în mai multe revolte din Transilvania înainte de a fi învinși de trupele imperiale habsburgice. Răscoala curuților s-a încheiat în 1711 prin Pacea de la Sătmar (Satu Mare). Cetatea Sólyomkővár (azi Șinteu), bază militară și centru de rezistență a curuților, a fost distrusă și depopulată. La Șinteu au fost colonizați slovaci.

## Nume
Cuvântul curut a fost folosit pentru prima dată în 1514 pentru țăranii înarmați conduși de Gheorghe Doja. Matthias Bel a presupus că cuvântul a fost derivat din cuvântul latin „cruciatus” (cruciat), în cele din urmă de la „crux” (cruce) și că adepții lui Doja au fost numiți „cruciați” deoarece rebeliunea țărănească a început oficial ca o cruciadă împotriva otomanilor. Istoricul și cronicarul otoman Siladar Findiklili Mehmet Aga, postula că termenul de Kuruc (transliterat în turcă ca și „Kurs”) era de origine din greacă și ar fii însemnat „lustruit”, adică „cilâli” în turcă. Teoria lui Bel sau a lui Mehmed Aga sunt considerate depășite de către Paul Lendvai și termenul a fost de fapt un derivat al turcesc kurudsch (răzvrătit sau insurgent).
În 1671, numele a fost folosit de Meni, beglerbeg pașa din Eger pentru a denumi refugiații predominant nobili din Ungaria Regală. Numele a devenit rapid popular și a fost folosit între 1671 și 1711 în textele scrise în maghiară, slovacă și turcă pentru a denumi rebelii din Ungaria Regală și nordul Transilvaniei, luptând împotriva Habsburgilor și a politicilor acestora.

Rebelii primei răscoale a curuților s-au numit în maghiară „bújdosók” (fugari) sau în formă mai lungă „diferite ordine fugare — baroni, nobili, soldați de cavalerie și infanterie — care luptă pentru libertatea materială și spirituală a patriei maghiare”. Armata adunată de nobilul din nordul Ungariei Emeric Thököly a fost numită și kuruc. Răscoala lor l-a forțat pe împăratul habsburgic Leopold I să restabilească constituția în 1681, după ce a fost suspendată în 1673.

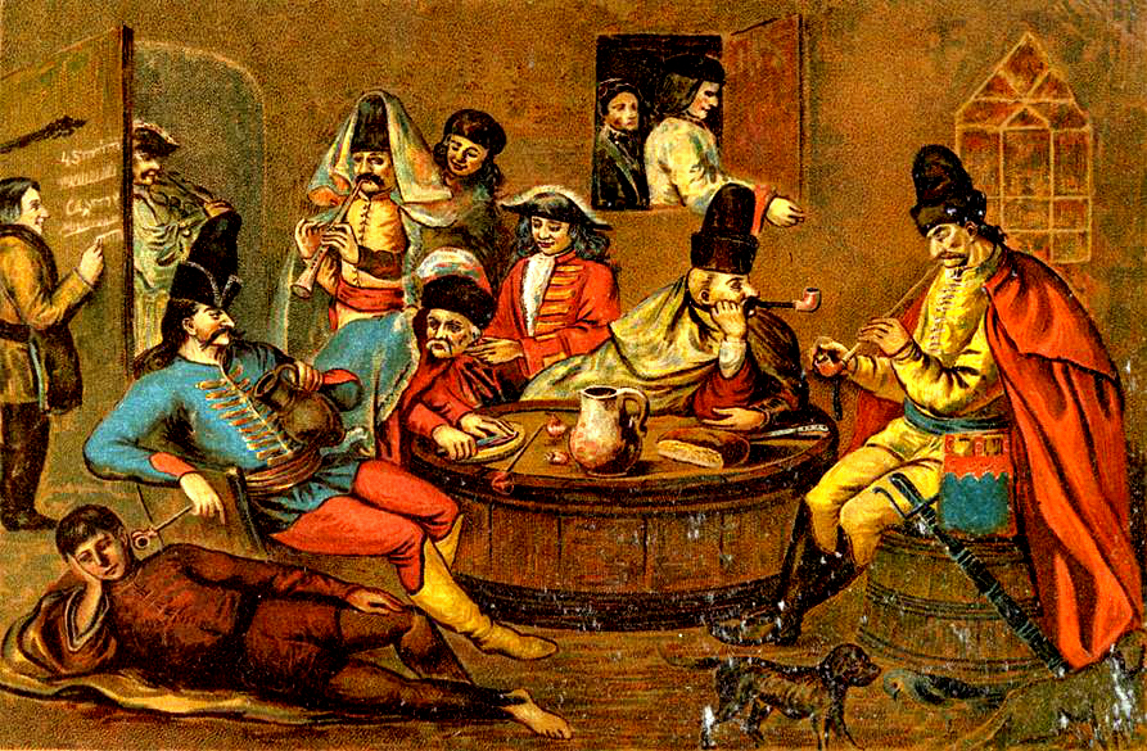
Curuți, cca. 1700

Liderul ultimei rebeliuni a curuților, Francisc Rákóczi al II-lea, nu a folosit termenul, ci a folosit cuvântul francez insurgents sau malcontents pentru a evidenția scopurile lor. Sursele contemporane au preferat, de asemenea, termenul „nemulțumiți” pentru a desemna rebelii.
Curuț a fost folosit în poezia populară slovacă până în secolul al XIX-lea.

## Istorie
După Conspirația Magnaților și rebeliunea lui Francisc I Rákóczi, Leopold I a introdus un sistem de guvernare absolutist în Ungaria Regală neocupată de către otomani și din care Principatul Transilvaniei nu făcea parte.
Creatorii acestui sistem au fost Wenzel Eusebius Lobkowitz (Președintele Consiliului Privat Imperial 1669-1674), Johann von Hocher, Ignaz Abele, Leopold Königsegg-Rothenfels, Johann Kinsky (Johann Oktavian, Graf Kinsky von Wchinitz und Tettau 1604-1679) și Raimondo Montecuccoli. Ei au inventat Teoria Confiscării (v. Verwirkungstheorie), o doctrină neo-absolutistă, care susținea că Ungaria și-a pierdut drepturile de autoguvernare constituțională din cauza infidelității sale față de împărat, iar moșierii unguri și-au pierdut drepturile din cauza acestei conspirații. Împăratul avea atunci dreptul de a guverna, fără a cere acordul Dietei (parlamentul statelor). 
Königsegg a spus că Regatul Ungariei este „armis subjecti” - supusul armatei. Ei au forțat locuitorii locali să întrețină proviziile armatei colectate de ofițerii militari locali (repartitio). Au neglijat oficialii guvernamentali tradiționali, cum ar fi palatinii (ung. nádor) și au creat un consiliu de guvernare în martie 1673 (care era format din patru membri germani și patru maghiari și un lider, Johann Gaspar Ampringen, dar el a fost doar o marioneta si adevărata putere era deținută de conducătorii militari locali. Curtea a încercat din nou să-i suprime pe protestanți. În 1671, Gheorghe Szepelcsenyi, arhiepiscopul de Esztergom, Leopold Kollonics, episcopul de Weiner-Neustadt și președintele Camerei maghiare episcopul Francisc Szegedy, din Eger și Ștefan Bársony au vizitat rând pe rând orașele libere și importante cu escorte militare și a preluat fostele biserici și școli catolice de la protestanți. Cetățenii din Pozsony, inclusiv bărbați și femei și-au păzit biserica timp de săptămâni întregi și forțându-i să predea biserica și școala. După aceea, au construit procese conceptuale împotriva pastorilor protestanți. Între 1673 și 1674 au făcut de două ori „judicum delegatum” împotriva preoților protestanți. Membrii juriului erau mari preoți și lorzi seculari, inclusiv judecătorul și alte legislaturi. Subiectul loviturii de stat au fost crimele politice — legătura pastorilor luterani și reformați cu pașa din Buda și planul unei rebeliuni deschise, a cărei dovadă principală a fost acuzarea scrisorilor lui István Vitnyédy către Miklós Bethlen și Ambrus Keczer. În cele din urmă, oricine a semnat o inversare (un document prin care să demisioneze din calitatea de preot protestant și să părăsească Ungaria) a fost grațiat. 200 au semnat, dar 40 au rezistat. Cei care au refuzat au fost vânduți ca sclavi de galere către Napoli (pentru a fi salvați de flota amiralului Ruttler în 1676).

### Prima răscoală a curuților
Prima răscoală a curuților a avut loc în 1672. Armata curuților s-a adunat în Partium unde mulți refugiați de diferite origini s-au adăpostit de persecuțiile religioase și politice din Ungaria Regală. Ei se numeau „bújdosók” (fugari). Armele lor erau în mare parte pistoale, sabii ușoare și fokos (topoare de luptă). Tacticile lor de război erau tipice pentru cavaleria ușoară. Principalele subgrupuri erau protestanții, care erau nemulțumiți de ambițiile habsburgice ale Contrareformei; mica nobilime sărăcită (care și-au păstrat privilegiile în timp ce Curtea Habsburgică a încercat să-i privească de nobilimea lor) și soldații din „végvár” (castelele de frontieră) care au fost jefuiți de generalii habsburgici. Mai târziu, când turcii au pierdut teren în fața armatelor imperiale și despotismul austriac s-a intensificat, opresiunea habsburgică asupra maghiarilor a jucat un rol din ce în ce mai important în motivarea curuților.

Inițial, în august 1672, armata curuților a invadat Ungaria Superioară, unde a cucerit castelele Diósgyőr, Ónod, Szendrő și Tokaj. După ce au învins armata habsburgică lângă Cașovia, orașele din Ungaria Superioară s-au predat și alți nemulțumiți dintre slovaci și ruteni li s-au alăturat curuților. Cei doi conducători ai armatei „fugare” erau Pál Szepesi și Mátyás Szuhay, membri ai micii nobilimii care au participat anterior la alte mișcări anti-habsburgice. La 26 octombrie 1672, armata habsburgică i-a învins pe „fugitivi” la Ďurkov (Gyurke în maghiară), răsculații retrăgându-se dincolo de Tisa. După acest succes inițial, guvernul habsburgic a început o persecuție religioasă și politică sistematică în Ungaria Regală. Cel mai infam caz a fost procesul a 300 de pastori protestanți care au fost condamnați la moarte în 1674 și care mai târziu au fost vânduți ca sclavi de galeră în Napoli, provocând proteste publice în toată Europa.

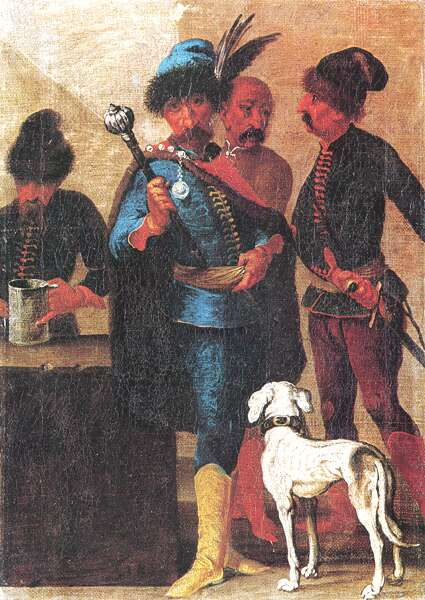
Soldați curuți.

##### „Universitatea” fugarilor
În 1675, „fugarii” au ocupat Debrețin. Mai târziu în acel an, orașul a fost jefuit din nou de trei armate diferite. Fugarii au încercat să se organizeze ca o comunitate independentă numită „universitas” sau „communitas”, dând decrete, trimițând emisari către puterile străine, au făcut un sigiliu și au ținut Diete (adunări). La acea vreme, ei erau deja numiți curuți. Între 1674 și 1678, conducătorul lor a fost contele Paul Wesselényi, vărul contelui palatin Francisc Wesselényi. Aceștia au stabilit legături diplomatice cu Polonia în 1674 și cu Franța în 1675. În mai 1677, Franța, Polonia, Principatul Transilvaniei și „universitatea Fugarilor” au semnat un tratat la Varșovia prin care regele Ludovic al XIV-lea al Franței a garantat 100.000 de taleri ajutor. „Fugarii” au fost obligați să atace habsburgii cu o armată de cel puțin 15.000 de oameni. Mihai I Apafi, Principele Transilvaniei, a oferit sprijin militar și financiar „universității”.
În toamna anului 1677, două mii de soldați francezi, polonezi și tătari au ajuns în Ungaria Superioară. Această mică armată, condusă de colonelul Beaumont, nu a fost capabilă să amenințe serios supremația habsburgică. Președintele Consiliului Imperial de Război, Raimondo Montecuccoli, a desenat un plan de „pacificare” sub titlul „L'Ungheria nell'anno 1677”. 

##### Sub Mihai Teleki
În 1678, fugarii l-au acceptat ca conducător pe Mihai Teleki, cancelarul Transilvaniei. Apafi a proclamat război împotriva Habsburgilor, anterior, el își implorase sultanul să plece din Transilvania. Sultanul ceruse o condiție inacceptabilă: în cazul succesului, toată Ungaria Regală ar trebui să se alăture Imperiului Otoman.
La 5 aprilie 1678, Apafi a emis o declarație ambiguă, anunțând că el, împreună cu regii polonez și francez, a luat armele împotriva „jugului greu al asupririi” și a recomandat „supunerea față de puternicul împărat turc cu o minte rezonabilă și ochi ascuțit”. Armata curușilor condusă de Telek, împreună cu trupele străine, au înaintat în Ungaria Superioară, dar s-au retras imediat în Transilvania la vederea primelor regimente habsburgice. Eșecul a distrus imaginea lui Teleki de lider competent. Pe de altă parte, o mică trupă de cavalerie curută (aproximativ 8.000 de oameni) a ocupat pentru scurt timp cele mai importante orașe miniere și castele din Ungaria Inferioară.

### Marile răscoale ale curuților
În 1678, unul dintre cei mai influenți tineri nobili din Ungaria Superioară și Transilvania, Emeric Thököly, a declarat război Habsburgilor. În august 1678, armata lui Thököly a ocupat aproape întregile teritorii ungare. Stăpânirea habsburgică din Regatul Ungariei s-a prăbușit rapid. „Fugarii” s-au alăturat revoltei lui Thököly și l-au ales oficial ca lider în Szoboszló în ianuarie 1680. Trupele curuților s-au unit cu propria armata lui Thököly. Din acest moment, istoria curuților este sinonimă cu cea a celor două mari revolte anti-habsburgice din Regatul Ungariei între 1680 și 1711, adică Revolta lui Thököly (1680–85) și Războiul de independență al lui Rákóczi (1703–1711). Deși sunt denumite în general „răscoala” sau „răscoalele curuților”, aceste revolte anti-habsburgice au avut o bază socială mult mai largă și scopuri politice mai complexe decât mișcările anterioare ale curuților.

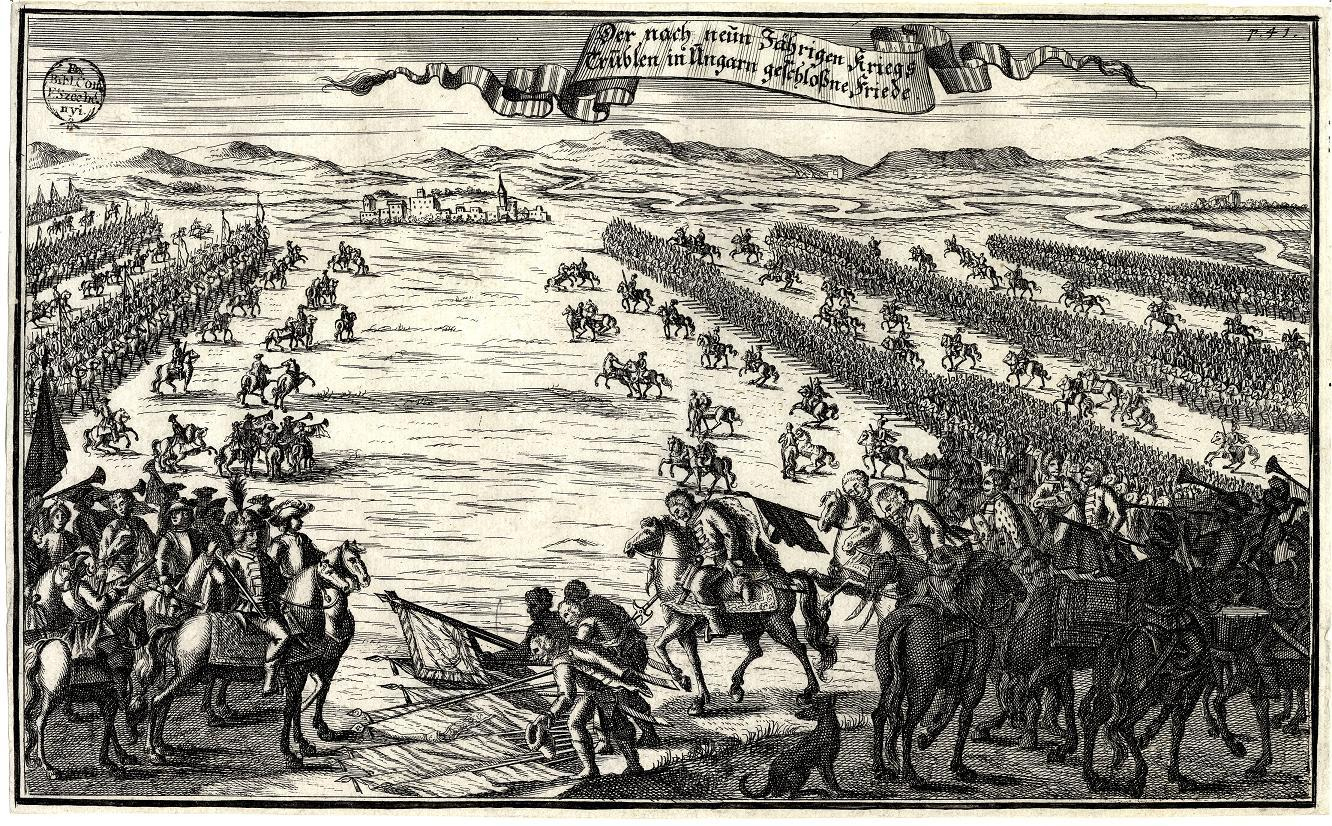
Capitularea armatei curuților în 1711.

### Utilizare ulterioară
În prima jumătate a secolului al XVIII-lea, „curut” era folosit în general pentru a desemna soldații de cavalerie maghiară (husari) care servesc în armata habsburgică, în special în timpul Războiul de Succesiune Austriacă (1740–1748). Mulți foști soldați curuți din Războiul de independență al lui Rákóczi au ales să se alăture armatei imperiale după 1711. În literatura maghiară, dușmanii habsburgilor erau puși la comun și numiți și ei curuți, astfel că în 1790 inclusiv prusacii erau categorizați ca și curuți, fiind dușmani declarați ai habsburgilor.
La sfârșitul secolului al XVIII-lea, cuvântul a încetat din uz în limbajul comun și a devenit un termen exclusiv istoric pentru rebelii lui Rákóczi și Thököly. În limba maghiară de astăzi, „curut/curuți” este uneori folosit pentru a desemna radicalii naționali maghiari. Kuruc.info este de-asemenea, numele unei pagini web naționaliste maghiare de extremă dreaptă.